# Oum Chheang Sun
Oum Chheang Sun (en khmer : អ៊ុំ ឈាងស៊ុន ; né le 1er juin 1900 à Kampong Cham et mort en 1963) est un homme politique cambodgien, premier ministre du Cambodge à deux reprises entre le 3 mars 1951 et le 29 février 1956.

## Biographie
Sa première nomination en tant que Premier ministre le 3 mars 1951, fait suite à une volonté de Norodom Sihanouk de composer un gouvernement apolitique mais dût souffrir du refus de coopérer de l'assemblée, dominée par le parti démocrate.